# Pikenmetkow
Pikenmetkow är en holme i Mikronesiska federationen.   Den ligger i kommunen Ngatik Municipality och delstaten Pohnpei, i den sydvästra delen av landet, 160 km sydväst om huvudstaden Palikir. Pikenmetkow ligger 12 meter över havet.
Terrängen på Pikenmetkow är varierad.